# Michael Moravec
Michael Moravec (* 30. April 1964) ist ein österreichischer Journalist.

## Leben
Moravec war von März 2006 bis Juli 2009 EU-Korrespondent der Tageszeitung Der Standard. Von 2000 bis 2006 leitete er das Wirtschaftsressort der Zeitung, zu deren Gründungsmitgliedern (1988) er zählt. Von 1995 bis 1999 war er stv. Chefredakteur des WirtschaftsBlatt und Ressortleiter Finanzen für Format, bevor er 1999 zum Standard zurückkehrte. Von 1. Juli 2010 bis Juni 2013 war Moravec Redakteur beim Wirtschaftsmagazin trend.
| Personendaten    | Personendaten               |
| ---------------- | --------------------------- |
| NAME             | Moravec, Michael            |
| KURZBESCHREIBUNG | österreichischer Journalist |
| GEBURTSDATUM     | 30. April 1964              |